# Калбе (Доња Саксонија)
Калбе (њем. Kalbe) град је у њемачкој савезној држави Доња Саксонија. Једно је од 57 општинских средишта округа Ротенбург (Виме). Према процјени из 2010. у граду је живјело 571 становника. Посједује регионалну шифру (AGS) 3357029.

## Географски и демографски подаци
Калбе се налази у савезној држави Доња Саксонија у округу Ротенбург (Виме). Град се налази на надморској висини од 41 метра. Површина општине износи 10,2 km². У самом граду је, према процјени из 2010. године, живјело 571 становника. Просјечна густина становништва износи 56 становника/km².